# 独龙槭
独龙槭（学名：Acer taronense）为槭树科槭属下的一个种。分布在云南、四川和西藏昌都市

## 扩展阅读
- 維基物種上的相關：独龙槭